# Alexandre Kassin
Alexandre Kamal Kassin (Rio de Janeiro, 1974) é um produtor musical, cantor, compositor e multi-instrumentista brasileiro.

## Carreira
Kassin é um dos principais produtores musicais brasileiros. Integrou a banda Acabou La Tequila, notória no cenário independente carioca dos anos 90. Nos anos 2000, junto com Moreno Veloso e Domenico Lancelotti, formou o grupo +2. Juntos fizeram três discos e a trilha sonora para o espetáculo Imã (2009) do Grupo Corpo.
É membro da Orquestra Imperial. Além disso, ainda fomenta experimentalismos em projetos como o Artificial, no qual lançou o disco Free Usa e "toca" as músicas com um Game Boy. 
Em 2011, lançou seu primeiro disco solo, Sonhando Devagar, pela Coqueiro Verde.
É compositor da trilha sonora do animê Michiko to Hatchin (ミチコとハッチン, lit. Michiko & Hatchin).
Seu álbum Relax foi eleito o 27º melhor disco brasileiro de 2018 pela revista Rolling Stone Brasil e um dos 25 melhores álbuns brasileiros do primeiro semestre de 2018 pela Associação Paulista de Críticos de Arte.

## Discografia
- Sonhando Devagar (2011)
- Free U.S.A (Sob o pseudônimo de Artificial) (2005)
- Relax (2018)

## Artistas e álbuns produzidos
- Moreno +2 – Máquina de escrever música (2000);
- Totonho e os Cabras – Sabotador de Satélite (2001);
- Branco Mello - Eu e Meu Guarda-Chuva (2001)
- Caetano Veloso e Jorge Mautner – Eu não peço desculpas (2002);
- Adriana Calcanhotto – Cantada (2002);
- Domenico +2 – Sincerely Hot (2003);
- Los Hermanos – Ventura (2003);
- Los Hermanos – 4 (2005);
- Thalma de Freitas – Thalma de Freitas (2005);
- Kassin +2 – Futurismo (2006);
- Jorge Mautner – Revirão (2007);
- Vanessa da Mata – Sim (2007);
- Mallu Magalhães – Mallu Magalhães (2009);
- Dado Villa-Lobos – Jardim de Cactus (2009);
- Marcelo Jeneci – Feito pra Acabar (2010);
- Vanessa da Mata – Bicicletas, Bolos e Outras Alegrias (2010);
- Tim Maia – Tim Maia Racional, Vol. 3 (2011)
- Vanessa da Mata – Vanessa da Mata canta Tom Jobim (2013);
- Marcelo Jeneci – De Graça (2013);
- Vanessa da Mata – Segue o Som (2014);
- Erasmo Carlos – Gigante Gentil (2014);
- Filipe Catto – Tomada (2015);
- Clarice Falcão – Problema Meu (2016);
- Vitto Meirelles – Vem Rei (2017);
- Mitch & Mitch & Kassin – Visitantes Nordestinos (2017)
- Jeza da Pedra & Kassin – Jeza Kassin (2019)
- Wanessa Camargo & Zezé Di Camargo – Pai & Filha (2021)